# Michel Charles Chégaray
 (décembre 2023).
Si vous disposez d'ouvrages ou d'articles de référence ou si vous connaissez des sites web de qualité traitant du thème abordé ici, merci de compléter l'article en donnant les références utiles à sa vérifiabilité et en les liant à la section « Notes et références ».
Pour les articles homonymes, voir Chegaray.
Michel Charles Chégaray (18 avril 1802 à Bayonne - 20 janvier 1859 à Paris) est un magistrat et homme politique français.

## Biographie
Fils de Martin-Charles Chegaray, maire d'Anglet et de Bayonne, il fit ses études classiques au collège Henri IV, puis à la faculté de droit de Paris. Il entra en 1826 dans la magistrature comme juge-auditeur au tribunal de Bayonne, devint, l'année d'après, substitut du procureur du roi dans cette ville, et passa à Orthez en la même qualité.
La révolution de Juillet 1830 lui donna de l'avancement. Nommé successivement procureur du roi à Montbrison, substitut du procureur général à la cour royale de Lyon (décembre 1830), puis procureur du roi à Lyon en juin 1832.
Chegaray fut, de plus, en vertu d'une ordonnance royale du 16 avril 1834, désigné avec Plougoulm, Franck-Carré et la Tournelle, par le gouvernement de Louis-Philippe, pour porter la parole, comme avocat général, devant la cour des pairs, dans le grand procès politique de Lyon, Saint-Étienne, Paris, etc., dit procès d'avril. Comme les Prévenus, par la voix d'un de leurs avocats, Me Jules Favre, avaient peint la répression sous les couleurs les plus sombres et reproché au parquet de Lyon d'être resté inactif en présence des assassinats que lui avait dénonces la clameur générale, Chegaray, qui précisément avait exercé à Lyon les fonctions de procureur du roi, répliqua que des plaintes formelles n'avaient pas été déposées, et prétendit qu'à l'examen, les faits qu'on avait signalés d'une manière assez précise pour qu'ils fussent pris en considération, avaient été reconnus faux ou exagérés. Il soutint, en outre, que l'armée était innocente des accusations odieuses dont elle était l'objet, accusations dans lesquelles il voyait le résultat d'un système dont l'application aurait déjà été plusieurs fois faite, « parce que l'armée était restée fidèle à son devoir, parce qu'elle avait constamment suivi le chemin de l'honneur... ». D'après la déposition du général Aymar, le nombre des morts et des blessés aurait été à peu près égal de part et d'autre; mais suivant Chegaray, qui donnait ces renseignements comme précis, le nombre des militaires blessés ou tués avait été de 322, dont la moitié étaient morts sur le coup, et le nombre des civils tués s'élevait à 109; il ne parlait pas de ceux qui n'avaient été que blessés. Chégaray prit encore la parole après le réquisitoire du procureur général Martin (du Nord), pour reproduire en la développant, l'argumentation de ce magistrat. Il insista longuement sur les faits immédiats qui lui paraissaient de nature à prouver que tout, jusqu'à l'heure même de l'insurrection, avait été prévu et médité : telles étaient l'attaque des petits postes militaires, l'arrestation des soldats d'ordonnance, l'affluence en masse des Mutuellistes et des membres de la Société des droits de l'homme sur plusieurs points, la construction simultanée des barricades en divers lieux. L'autorité, d'après Chegaray, avait été partout attaquée; elle n'avait fait que se défendre. Après avoir soutenu que les faits individuels cites par les défenseurs étaient con trouvés, l'avocat général s'attacha à montrer que l'insurrection n'avait pas été amenée par une cause industrielle, mais qu'elle avait été préparée par un parti politique, par le parti républicain. Faisant allusion enfin aux tentatives des accusés pour repousser la compétence de la cour des pairs, Chegaray termina par les paroles suivantes : « Que n'a-t-on pas fait, messieurs, pour obtenir un tel résultat ? Complication de difficultés matérielles, appels captieux à une générosité qui, dans de telles circonstances, eût été faiblesse ou aveu d'impuissance, négation de votre compétence, attaques à vos personnes, à votre juridiction, insultes, menaces aux témoins produits devant vous saturnales furieuses jusqu'au sein de vos audiences, rien n'a été épargné. Vous avez patiemment, glorieusement triomphé de tous ces obstacles. Vous achèverez ce grand ouvrage, et votre arrêt montrera enfin que sur cotte terre de France, il y a un autre droit que la force, une autre justice que la victoire. » 
Chegaray fut nommé procureur général près la Cour d'Orléans, en 1835, et près celle de Rennes en juin 1837.
Lors des élections du 4 novembre 1837, il fut élu député des Basses-Pyrénées et siégea dans la majorité conservatrice. Conseiller général des Basses-Pyrénées, depuis 1838, Chegaray fut réélu député : le 2 mars 1839, puis le 9 juillet 1843, le 17 septembre 1843 (à cause de sa promotion au poste d'avocat général à la Cour de cassation), et le 1er août 1846.
Haut fonctionnaire du gouvernement, il lui donna constamment son suffrage et soutenu les ministères Molé et Guizot.
La république de 1848 l'avait révoqué comme magistrat et momentanément écarté du parlement; il ne fit pas partie de la Constituante. Mais le 13 mai 1849, il fut élu représentant du peuple à l'Assemblée législative par le département des Basses-Pyrénées. Il prit place à droite, et appuya de ses votes la majorité anti-démocratique. Ce fut lui qui fut chargé du rapport sur la réintégration des magistrats de la Cour des comptes révoqués en 1848. Rallié au gouvernement de l'Élysée, puis à l'Empire, il reçut de Napoléon III le titre de conseiller à la Cour de cassation le 18 décembre 1851. Il exerça ces fonctions jusqu'à sa mort.
Il avait épousé Anne d'Eichthal, fille du baron Louis d'Eichthal et sœur de Gustave et Adolphe d'Eichthal, dont il eut une fille, mariée à Adolphe-Gustave Quesnel.